# Belén Gache
Belén Gache (Buenos Aires, 1960) es una escritora argentina-española. Hija de emigrantes españoles. Se licenció en la Facultad de Filosofía y Letras de la Universidad de Buenos Aires, en donde fue docente en la década de 1990 dictando seminarios de narrativa y teoría literaria. Vive y trabaja en Madrid.
Su producción se ha diversificado en diferentes formatos literarios. Partiendo de la narrativa, ha incursionado también en diversas formas de escritura expandida e hipertextual, convirtiéndose en una de las pioneras de la literatura electrónica. Ha producido desde 1996 obras interactivas en Internet, video poesías y narrativas multimedia utilizando plataformas 2.0 (blogs, Youtube, etc.).
Ha publicado también libros de ensayo, campo en el que ha tenido una amplia producción, tanto en temas literarios como de artes visuales. Su libro Escrituras Nómades es un referente en lengua española sobre formas literarias experimentales.

## Narrativa
Identificada con la denominada literatura posmoderna, sus novelas se caracterizan por la fragmentación, el hiperrealismo y el uso de narradores no confiables. Con influencias del minimalismo y la antinovela, sus ficciones están escritas en primera persona y en tiempo presente por protagonistas femeninas desarraigadas, inadaptadas, cuasi-paranoides.
En 1994 publicó Luna India, novela que fue finalista del primer Premio Planeta Biblioteca del Sur. Luna India se ha convertido en un retrato de la posmodernidad del Buenos Aires de los años 80, del florecimiento cultural en la apertura democracia tras la caída de la dictadura en la Argentina y la guerra de Malvinas. Fue presentada en Casa de América de Madrid, en la Universidad Autónoma de Madrid y en la Universidad de Salamanca, en marzo de 1995.
Su segunda novela Divina anarquía (1999), fue publicada por la editorial Sudamericana. Desde un clima de nostalgia, magia y poesía, el texto aborda la temática de la orfandad de una protagonista que imagina posibles genealogías familiares, haciendo hincapié en la manera en que uno siempre se ubica en la historia desde un lugar imaginario. 
Lunas eléctricas para las noches sin luna (2004), fue también publicada por la editorial Sudamericana. La historia transcurre en el Buenos Aires de 1910, mayoritariamente compuesto por inmigrantes, en el año en el que se celebraba el primer centenario de la independencia argentina y es una reconstrucción histórica de la época que oscila entre la intriga política y el policial desde la mirada de una imaginativa adolescente, hija de españoles.
Su novela La vida y obra de Ambrosia Pons fue finalista en el XXIII Premio Herralde de Novela (Barcelona, 2005) y en el XIII Premio Planeta de Argentina, (2006).

## Literatura experimental y electrónica
Paralelamente a su producción narrativa, ha incursionado en diferentes formatos de literatura expandida o experimental. 
En 1995, creó el grupo y sitio web Fin del Mundo, junto con Gustavo Romano, Jorge Haro y Carlos Trilnick en Buenos Aires poniendo en línea sus primeros trabajos de literatura interactiva.
En 2002 publica El libro del fin del mundo. Este libro físico contenía además un CD-ROM y enlaces a secciones complementarias en Internet. En él combinó materiales de poesía, poesía visual, poesía electrónica y multimedia.
En 2004 desarrolla el Blog del niño burbuja, una de las primeras experiencias que utilizaron el formato del blog-ficción.
En 2006 publica en Internet su obra Wordtoys. Esta antología de sus trabajos interactivos y multimedia, realizados entre 1996 y 2006, es una de sus obras digitales más difundidas. Nos propone el ejercicio de la lectura como tarea de desciframiento a la vez que como juguete narrativo. Las catorce piezas que lo componen son muy variadas y están enmarcadas en el contexto de la net poesía, con influencias de las vanguardias históricas, utilizando estrategias como la aleatoriedad, la permutabilidad, la apropiación y la reescritura. Una segunda antología realizada en 2011, Góngora Wordtoys, se centra en la figura del poeta barroco Góngora y es una suerte de deconstrucción de sus Soledades.
Desde 2010 lleva adelante el proyecto en línea Kublai Moon, ejemplo de la denominada "literatura distribuida" o "literatura across networks", a través de diferentes medios (blogs, Youtube, y otras plataformas 2.0).
También ha realizado video poesías e instalaciones sonoras como El diario de la Luna Caníbal que produjo para la I Bienal del Fin del Mundo, Ushuaia (2007). Varias de sus ciberpoesías han sido incorporadas al archivo de ELO (Electronic Literature Organization), al de Turbulence.org. y a NETescopio. 
Ha publicado los libros de poesía conceptual Meditaciones sobre la revolución (2014) y After Lorca (2019). 

## Ensayos
Desde su formación académica y su propio interés como escritora en las producciones alternativas al libro tradicional, publicó en 2006 el libro de ensayos Escrituras nómades, del libro perdido al hipertexto (Gijón, Trea) con sus investigaciones sobre literatura expandida, poesía experimental y literaturas no lineales que acentúa la continuidad de estas prácticas a lo largo de la historia de la literatura, poniendo énfasis en la época de las vanguardias y las neovanguardias y en movimientos como la poesía dadaísta, la poesía concreta, las combinatorias oulipianas o la escritura conceptual.